# Canaan Dog
Canaan Dog (pl. pies kananejski) – rasa psów, należąca do grupy szpiców i psów pierwotnych, zaklasyfikowana do sekcji ras pierwotnych. Nie podlega próbom pracy.

## Krótki rys historyczny
Psy tej rasy pochodzą od grupy półdzikich psów zwanych pariasami. Zainteresowanie rasą w Europie przypada na lata 30. XX wieku. W tym okresie Rudolfina Menzel próbowała wdrażać psy europejskie do działań militarnych na pustyniach dzisiejszego Izraela. Jednak w tak trudnych warunkach klimatycznych okazywały się te rasy nieprzydatne. Jej uwagę zwróciły wtedy psy żyjące w ówczesnej Palestynie, na obrzeżach miast, ale nie udomowione. Od tamtych lat odbywała się selekcja osobników pod względem użytkowości. Menzel opracowała pierwszy wzorzec Canaan Doga, jednak dopiero po jej śmierci, w 1964 roku FCI uznała oficjalnie tę rasę.

## Wygląd i charakter
Canaan to pies średniej wielkości, ale zachowujący lekkość i zwinność. Jest wytrzymały i może pokonywać nawet długie dystanse. Psy tej rasy powinny mieć jak najciemniejsze oczy, stojące, krótkie uszy i zakręcony nad grzbietem ogon. Współczesne Canaany posiadają silny instynkt łowiecki. Charakteryzuje je czujność, nieufność względem obcych, odwaga i niezależność.

## Szata i umaszczenie
Umaszczenie dopuszczalne jest różnorodne (czarne, białe, czarno-białe, biało-brązowe, z ciemną maską lub bez niej). Najpopularniejsze są odcienie piaskowe i czerwonobrązowe. Sierść złożona z dwóch warstw: zwartego gęstego podszerstka oraz twardego włosa okrywowego. U samców występuje kryza.

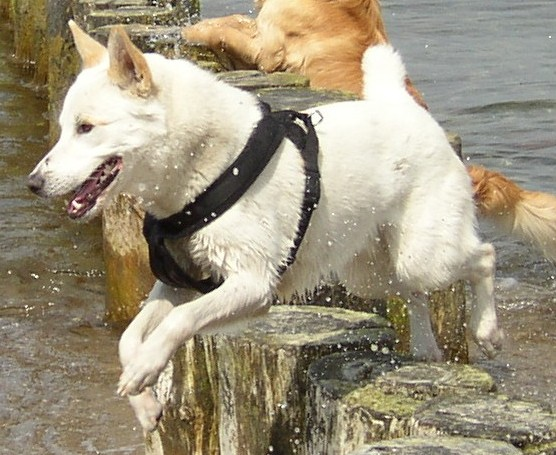
Canaan dog